# Daniel Alejandro Hernández
Daniel Alejandro Hernández González (Medellín, Antioquia, Colombia; 10 de diciembre de 1990) es un futbolista colombiano. Juega como mediocampista ofensivo y actualmente juega en el Atlético Huila de la Categoría Primera B de Colombia.

## Trayectoria

### Inicios
Se desarrolló futbolísticamente en el Deportivo Rionegro donde debuta profesionalmente. Luego es contratado en Paraguay por el Olimpia donde no tuvo la oportunidad de jugar por no llegar el permiso por parte de Rionegro y retorna a Colombia para jugar con Cortuluá, donde jugó más de 50 partidos anotando 7 goles, los que le sirvieron para llegar al equipo Once Caldas de la primera división del fútbol profesional colombiano.

### Once Caldas
Debuta con el conjunto albo el 22 de septiembre de 2013, en la fecha 11 contra el Deportivo Pasto en la ciudad de Pasto donde tuvo una muy buena actuación saliendo figura del encuentro, lo que le sirve para afianzarse en la titular del conjunto de Sachi Escobar para los siguientes 10 partidos. Logra marcar su primer gol en primera división el 2 de noviembre de 2013 en el Estadio Palogrande contra el Deportes Quindío, El talentoso volante Daniel Hernández marca el segundo de la noche y el encuentro finaliza 3-0 en favor del Once, sentenciando así al Deportes Quindío a jugar en la segunda división. 
El Once Caldas logra clasificarse a los cuadrangulares finales en el cual se ubica en el grupo B junto a Millonarios, Deportivo Cali y Deportivo Pasto. Para la primera fecha que se cumplía el 27 de noviembre, Hernández logra marcar su primer doblete como profesional en el Estadio Palogrande frente a Millonarios y así darle los primeros 3 puntos al conjunto albo en los cuadrangulares.

### Independiente Medellín
El 20 de mayo del 2014, el presidente Eduardo Silva Meluk anuncia la contratación de Daniel Alejandro Hernández para el segundo semestre de la Liga Postobón.

### Atlético Paranaense
Para el 2015 llega al Atlético Paranaense de Brasil.

### Once Caldas
Para el 2016 regresa al club blanco de Manizales el Once Caldas.
Se vuelve figura del equipo donde marca varios goles y hace varias asistencias teniendo una destacada actuación.
Donde solo jugó una fecha del torneo apertura y luego se fue al Baniyas FC

### Baniyas SC
El 12 de octubre de 2016 es presentado como nuevo jugador del Baniyas SC de la Primera División de los Emiratos Árabes Unidos, cedido por un año. Debutaría el 14 de octubre jugando el segundo tiempo en la derrota de su club 2 a 0 frente al Alshabab Club. Su primer gol lo haría el 22 de octubre en la derrota 2-3 contra el Hatta Club. Volvería a anotar por la Copa de EAU el 11 de noviembre en el empate a dos goles contra el Al-Ain con un gol de tiro libre. El 24 de noviembre anota su primer doblete con su club en la derrota 2-3 como locales frente al Wahda Abu Dhabi.

### Rionegro Águilas
Vuelve a Colombia el 16 de febrero de 2017 a Rionegro Águilas, después de un pase fugaz por el fútbol de los Emiratos Árabes Unidos en el club Baniyas SC. El 20 de marzo marca su primer gol en la derrota 1-2 frente a Envigado FC. El 30 de abril marca el gol de la victoria por la mínima frente a Atlético Bucaramanga, vuelve y le da la victoria a su club el 14 de mayo frente a Atlético Junior.

El 23 de julio por el Torneo Finalización da el empate en los últimos minutos 1 por 1 contra Millonarios FC en El Campin. El 22 de octubre marca el gol de la victoria 2 por 1 sobre el Deportivo Pasto.

### San Lorenzo
El 16 de agosto de 2018 fue confirmado como nuevo jugador del Club Atlético San Lorenzo de Almagro, de la Primera División de Argentina, donde llegó a préstamo por un año.
El 21 de septiembre debutó en el torneo local donde tuvo una buena actuación, ya que dio la asistencia en el gol del triunfo 3-2 sobre Patronato. El 22 de octubre hizo su primer gol con el club en su segundo partido, el de la victoria 2 - 1 sobre CA San Martín. En enero de 2019 rescindió contrato, ya que el técnico le comunicó que no iba a ser tenido en cuenta.

### Huracán
En febrero de 2019 firmó a préstamo por un año en el Club Atlético Huracán, rival clásico de San Lorenzo. Luego de una escasa participación, rescindió contrato en junio del mismo año.

### América de Cali
Para julio del 2021 llega a préstamo por una temporada al América de Cali para disputar el segundo semestre de la Primera A.

## Clubes
| Club                   | País      | Año           |
| ---------------------- | --------- | ------------- |
| Deportivo Rionegro     | Colombia  | 2011          |
| Cortuluá               | Colombia  | 2012          |
| Once Caldas            | Colombia  | 2013          |
| Independiente Medellín | Colombia  | 2014          |
| Athletico-PR           | Brasil    | 2015          |
| Once Caldas            | Colombia  | 2016          |
| Baniyas SC             | Emiratos  | 2016          |
| Rionegro Águilas       | Colombia  | 2017 - 2018   |
| San Lorenzo            | Argentina | 2018          |
| CA Huracán             | Argentina | 2019          |
| Deportivo Pasto        | Colombia  | 2019-2020     |
| Al-Shorta SC           | Irak      | 2020          |
| América de Cali        | Colombia  | 2021-2022     |
| Atlético Huila         | Colombia  | 2023-presente |

## Estadísticas
| Club                              | Temporada           | Liga  | Liga  | Liga   | Copa nacional | Copa nacional | Copa nacional | Copa internacional | Copa internacional | Copa internacional | Total | Total | Total  | Prom. · |
| Club                              | Temporada           | Part. | Goles | Asist. | Part.         | Goles         | Asist.        | Part.              | Goles              | Asist.             | Part. | Goles | Asist. | Prom. · |
| --------------------------------- | ------------------- | ----- | ----- | ------ | ------------- | ------------- | ------------- | ------------------ | ------------------ | ------------------ | ----- | ----- | ------ | ------- |
| Deportivo Rionegro · Colombia     | 2011                | 2     | 0     | 0      | 1             | 0             | 0             | -                  | -                  | -                  | 3     | 0     | 0      | 0,00    |
| Deportivo Rionegro · Colombia     | Total               | 2     | 0     | 0      | 1             | 0             | 0             | -                  | -                  | -                  | 3     | 0     | 0      | 0,00    |
| Cortuluá · Colombia               | 2012                | 35    | 2     | 0      | 5             | 0             | 0             | -                  | -                  | -                  | 40    | 2     | 0      | 0,05    |
| Cortuluá · Colombia               | 2013                | 9     | 0     | 0      | 4             | 0             | 0             | -                  | -                  | -                  | 13    | 0     | 0      | 0,00    |
| Cortuluá · Colombia               | Total               | 44    | 2     | 0      | 9             | 0             | 0             | -                  | -                  | -                  | 53    | 2     | 0      | 0,03    |
| Once Caldas · Colombia            | 2013                | 14    | 3     | 2      | 0             | 0             | 0             | -                  | -                  | -                  | 14    | 3     | 2      | 0,21    |
| Once Caldas · Colombia            | 2014                | 16    | 1     | 4      | 0             | 0             | 0             | -                  | -                  | -                  | 16    | 1     | 4      | 0,06    |
| Once Caldas · Colombia            | Total               | 30    | 4     | 6      | 0             | 0             | 0             | -                  | -                  | -                  | 30    | 4     | 6      | 0,13    |
| Independiente Medellín · Colombia | 2014                | 24    | 1     | 4      | 8             | 0             | 0             | -                  | -                  | -                  | 32    | 1     | 4      | 0,03    |
| Independiente Medellín · Colombia | 2015                | 15    | 3     | 0      | 4             | 1             | 0             | -                  | -                  | -                  | 19    | 4     | 0      | 0,21    |
| Independiente Medellín · Colombia | Total               | 39    | 4     | 4      | 12            | 1             | 0             | -                  | -                  | -                  | 51    | 5     | 4      | 0,09    |
| Athletico Paranaense · Brasil     | 2015                | 19    | 0     | 4      | 0             | 0             | 0             | 6                  | 1                  | 1                  | 25    | 1     | 5      | 0,07    |
| Athletico Paranaense · Brasil     | Total               | 19    | 0     | 4      | 0             | 0             | 0             | 6                  | 1                  | 1                  | 25    | 1     | 5      | 0,07    |
| Once Caldas · Colombia            | 2016                | 25    | 6     | 4      | 5             | 0             | 0             | -                  | -                  | -                  | 30    | 6     | 4      | 0,20    |
| Once Caldas · Colombia            | Total               | 25    | 6     | 4      | 5             | 0             | 0             | -                  | -                  | -                  | 30    | 6     | 4      | 0,20    |
| Baniyas · EAU                     | 2016-17             | 10    | 3     | 2      | 1             | 1             | 0             | -                  | -                  | -                  | 11    | 4     | 2      | 0,36    |
| Baniyas · EAU                     | Total               | 10    | 3     | 2      | 1             | 1             | 0             | -                  | -                  | -                  | 11    | 4     | 2      | 0,36    |
| Rionegro Águilas · Colombia       | 2017                | 32    | 8     | 2      | 6             | 1             | 0             | 2                  | 0                  | 0                  | 40    | 9     | 2      | 0,22    |
| Rionegro Águilas · Colombia       | 2018                | 9     | 0     | 1      | 0             | 0             | 0             | 0                  | 0                  | 0                  | 9     | 0     | 1      | 0,0     |
| Rionegro Águilas · Colombia       | Total               | 41    | 8     | 3      | 6             | 1             | 0             | 2                  | 0                  | 0                  | 49    | 9     | 3      | 0,18    |
| San Lorenzo Argentina             | 2018-19             | 2     | 1     | 1      | 1             | 0             | 0             | 0                  | 0                  | 0                  | 3     | 1     | 1      | 0,33    |
| San Lorenzo Argentina             | Total               | 2     | 1     | 1      | 1             | 0             | 0             | 0                  | 0                  | 0                  | 3     | 1     | 1      | 0,33    |
| Huracán Argentina                 | 2018-19             | 3     | 0     | 0      | 0             | 0             | 0             | 0                  | 0                  | 0                  | 3     | 0     | 0      | 0,0     |
| Huracán Argentina                 | Total               | 3     | 0     | 0      | 0             | 0             | 0             | 0                  | 0                  | 0                  | 3     | 0     | 0      | 0,0     |
| Deportivo Pasto · Colombia        | 2019                | 11    | 0     | 0      | 4             | 0             | 0             | 0                  | 0                  | 0                  | 15    | 0     | 0      | 0,0     |
| Deportivo Pasto · Colombia        | 2020                | 6     | 0     | 0      | 0             | 0             | 0             | 2                  | 0                  | 0                  | 8     | 0     | 0      | 0,0     |
| Deportivo Pasto · Colombia        | Total               | 17    | 0     | 0      | 4             | 0             | 0             | 2                  | 0                  | 0                  | 23    | 0     | 0      | 0,0     |
| América de Cali · Colombia        | 2021                | 2     | 0     | 0      | 0             | 0             | 0             | 0                  | 0                  | 0                  | 2     | 0     | 0      | 0,0     |
| América de Cali · Colombia        | 2022                | 22    | 1     | 1      | 2             | 1             | 0             | 1                  | 0                  | 0                  | 25    | 2     | 1      | 0,08    |
| América de Cali · Colombia        | Total               | 24    | 1     | 1      | 2             | 1             | 0             | 1                  | 0                  | 0                  | 27    | 2     | 1      | 0,07    |
| Total en su carrera               | Total en su carrera | 256   | 29    | 25     | 41            | 4             | 0             | 11                 | 1                  | 1                  | 308   | 34    | 26     | 0,12    |